# Comuna Vasîlivka, Jîtomîr
Vasîlivka (în ucraineană Василівська сільська рада) este o comună în raionul Jîtomîr, regiunea Jîtomîr, Ucraina, formată din satele Bolearka, Musiivka, Nova Vasîlivka, Rudkivka și Vasîlivka (reședința).

## Demografie
Componența lingvistică a comunei Vasîlivka
     Ucraineană (98,64%)
     Rusă (1,36%)
Conform recensământului din 2001, majoritatea populației comunei Vasîlivka era vorbitoare de ucraineană (98,64%), existând în minoritate și vorbitori de rusă (1,36%).